# Susanne Marko
Susanne Maria Elisabeth Marko, född 20 mars 1947 i Budapest, är en svensk dramatiker, kritiker, dramaturg, regissör, barnboksförfattare, översättare.

## Biografi
Efter studier i teater-film-litteraturvetenskap vid Stockholms universitet och en fil.kand i teatervetenskap 1970, med en uppsats om Dario Fo, arbetade Susanne Marko på teaterförlaget Arlecchino, samt som simultanttolk och regiassisten på Stockholms stadsteater i produktionen ”Arbetsgivarens död” av Dario Fo. 
Hon utbildade sig också till dramapedagog och arbetade inom Vår teater under 10 år. Under denna tid skrev hon ett antal pjäser och musikteaterföreställningar som hon delvis själv regisserade.
1979–1988 skrev hon teaterkritik i Dagens Nyheter. 1979–1999  skrev hon också regelbundet både teaterkritik, intervjuer och reportage i teatertidskriften Entré. Hon medverkade i många år i den filmpedagogiska tidskriften ZOOM, samt har varit verksam som teaterkritiker i Sveriges Radio. Sedan 1979 återkommande långa perioder som dramaturg på Stockholms Stadsteater. Hon har varit verksam under teatercheferna Vivica Bandler, Lars Edström och Benny Fredriksson. Hon har också haft ett mångårigt samarbete med Philip Zandén som särskild dramaturg både på Stockholms stadsteater, Kungliga Operan och Judiska teatern.
1992 började Susanne Marko sitt samarbete med Leif Stinnerbom och Västanå Teater, som varat drygt 20 år. Hon har skrivit ett stort antal pjäser tillsammans med Leif Stinnerbom och medverkat som dramaturg och konstnärlig rådgivare i nästan alla teaterns sommarföreställningar sedan dess. 
”Den blinda drottningen” (1994) med manus och regi av Leif Stinnerbom och Susanne Marko, blev den hittills mest sedda och uppmärksammade av teaterns uppsättningar. Den spelades ffg i en specialbyggd yurta, ett nomadtält efter mongolisk förebild. Sammanlagt spelades föreställningen över 200 gånger runtom i Norden och turnerade också i Tyskland, Danmark, Indien och Finland. Föreställningen tilldelades också regeringens barn- och ungdomsteaterpris. En filmad version visades i SVT 1996. 
Susanne Marko har också samarbetat med hallingdansaren och koreografen Silje Onstad Hålien och bl.a regisserat ”101 hattar att sparka ner” som hade premiär på Riksscenen i Oslo 2014, men återkommande har turnerat i Norden sedan dess.
Susanne Marko var först gift med Lennart Nord och sedan Claes Englund. Hon har tre barn.

## Pjäser
- 1981 - Kära Egon , Mitt-i-prickteatern
- 1982 - Kurragömmanatten , Mitt-i-prickteatern
- 1983 - Josef och hans bröder, Mitt-i-prickteatern
- 1985 - Tälje Tokar , Mitt-i-prickteatern
- 1991 - Lilla Dorrit, tillsammans med Annika Thor, Enskedespelen
- 1992 - Gösta Berlings Saga. Version 1, tillsammans med Leif Stinnerbom
- 1993 - I domarens skepnad. tillsammans med Leif Stinnerbom
- 1994 - Den blinda drottningen, tillsammans med Leif Stinnerbom
- 1996 - Rappatack,  manus och regi på Folkteatern i Göteborg
- 1998 - Nils Holgersson, tillsammans med Leif Stinnerbom, Riksteatern
- 2001/2002 - Gösta Berlings Saga. Version 2 , tillsammans med Leif Stinnerbom
- 2004 - Din stund på jorden , tillsammans med Leif Stinnerbom, Stockholms Stadsteater[4]
- 2004 - Tessa och gorillarymmardagen , Långa Näsan, Stockholms Stadsteater[4]
- 2007 - Figaros bröllop, bearbetning tillsammans med Philip Zandén, Stockholms Stadsteater
- 2007 - Mästaren och Margarita , tillsammans med Leif Stinnerbom, Stockholms Stadsteater
- 2008 - Det går an , efter  CJL Almqvists roman, Parkteatern
- 2009 - Brott och Brott, bearbetning av Strindbergs drama. Stadsteatern i samarbete med Strindbergs Intima Teater
- 2009 - Berlin av David Hare, Regi, bearbetning och översättning
- 2010 - Fadern, Bearbetning
- 2010 - Ljuget, manus och regi, Mittiprickteatern
- 2011 - Gösta Berlings Saga, version 3, tillsammans med Leif Stinnerbom. Västanå Teater
- 2012 - Misantropen , bearbetning tillsammans med Leif Stinnerbom
- 2013 - Nils Holgersson, version 3. Tillsammans med Leif Stinnerbom, Västanå Teater
- 2014 - LomJans guten. Tillsammans med Leif Stinnerbom, Västanå Teater
- 2014 - Panda, Kanin och Farligheterna. Mittiprick-teatern
- 2020 - Löftet -  Operalibretto

## Föreställningar
- 1994 - Den blinda drottningen, manus och regi, tillsammans med Leif Stinnerbom, Västanå teater
- 1996 - Rappatack, manus och regi på Folkteatern i Göteborg,
- 2004 - Tessa och gorillarymmardagen, manus Långa Näsan, Stockholms Stadsteater
- 2010 - Ljuget, manus och regi, Mittiprickteatern
- 2015 -101 hattar att sparka ner, manus och regi, Rikscenen, Oslo

## Böcker
- 1992 Nappen (Ill: Gittan Jönsson)[5]
- 1994 Riddare och rövare (Ill. Erika Eklund)[6]
- 1995 Lilli i snödrottningens rike (Ill: Eva Broms)[7]
- 1996 Rappatack (Ill: Ulrica Hydman-Vallien)[8]
- 2004 Tessa och gorillarymmardagen (Ill: Sara Gimbergsson)[9]
- 2015 Panda, Kanin och farligheterna (Ill: Adam Marko-Nord)[10]
- 2015 Felicia och fåglarna, tillsammans med Christina Ramberg Nordenskiöld[11]
- 2020 Storis, Lillis och konstigheterna (Ill: Loren Batt)